# Parole (album)
Parole è il primo album in studio del rapper italiano Mistaman, pubblicato nel 2005 dalla Vibrarecords.

## Descrizione
Si tratta di un album ricco di tematiche, affrontate da Mista con un ottimo flow ed un vocabolario ricco. Le basi musicali sono state invece realizzate da Frank Siciliano, Stokka, Shocca, Bassi Maestro, Squarta, Mistaman e Zonta, oltre dal rapper stesso nel brano Hey Ladies.
Nell'album è inoltre presente il remix di Adesso lo so realizzato da The Next One; la versione originaria era stata pubblicata l'anno precedente nell'album di DJ Shocca 60 Hz.

## Tracce
1. Usciamo dallo studio (N.O.A.H. Parte 1) – 1:42 (Matteo Podini, Alessandro Gomiero)
2. Che c'è di vero? – 5:24 (Matteo Podini, Alessandro Gomiero, Matteo Bernacchi)
3. Parole – 3:49 (Francesco Romito, Alessandro Gomiero)
4. Che farai? (feat. Frank Siciliano) – 3:31 (Matteo Bernacchi, Alessandro Gomiero, Matteo Podini)
5. Se se se – 3:11 (Davide Bassi, Alessandro Gomiero)
6. Slow Mo (Intro) (feat. Mondo Marcio) – 0:56 (Matteo Bernacchi, Alessandro Gomiero, Gianmarco Marcello)
7. Slow Mo (feat. Mondo Marcio) – 3:50 (Matteo Bernacchi, Alessandro Gomiero, Gianmarco Marcello)
8. Torniamo allo studio (N.O.A.H. Parte 2) – 0:36 (Matteo Podini, Alessandro Gomiero)
9. Lo sai chi siamo (feat. Primo Brown, DJ Double S) – 3:22 (Matteo Bernacchi, Alessandro Gomiero, David Maria Belardi)
10. Siamo qui – 3:43 (Francesco Saverio Caligiuri, Alessandro Gomiero)
11. Musica vera (feat. Stokka & MadBuddy) – 3:59 (Matteo Bernacchi, Alessandro Gomiero, Francesco Romito)
12. Cazzo stiamo a farci (feat. Rido) – 3:35 (Matteo Bernacchi, Alessandro Gomiero, Maurizio Ridolfo)
13. Fuga (N.O.A.H. Parte 3) – 1:51 (Matteo Podini, Alessandro Gomiero)
14. Hey Ladies – 3:03 (Alessandro Gomiero)
15. Vite a metà (feat. Yoshi) – 4:50 (Matteo Bernacchi, Alessandro Gomiero, Massimiliano Cellamaro)
16. I Got Soul (feat. Frank Siciliano & Surrow) – 3:57 (Matteo Podini, Alessandro Gomiero)
17. Winter Sadness (feat. Rockdrive) – 3:24 (Alessandro Gomiero)
18. Can't Take This (feat. Spregiudicati) – 3:52 (Matteo Bernacchi, Alessandro Gomiero)
19. Interrogatorio (N.O.A.H. Parte 4) – 2:56 (Matteo Podini, Alessandro Gomiero)
20. Adesso lo so (Next One Remix) – 3:32 (Maurizio Cannavò, Alessandro Gomiero)